# Durin Timur
Durin Timur is een bestuurslaag in het regentschap Bangkalan van de provincie Oost-Java, Indonesië. Durin Timur telt 4592 inwoners (volkstelling 2010).